# قلعه اودیم
قلعه اودیم (انگلیسی: Odiham Castle)یک قلعه ویران شده است که در نزدیکی روستای تاریخی اودیم واقع در همپشر، جنوب بریتانیا قرار دارد. این بنا یکی از سه استحکاماتی است که توسط جان پادشاه بریتانیا بین سال‌های ۱۲۰۷–۱۲۱۴ میلادی ساخته شد.